# Jalhay
Jalhay (valonă Djalhé) este o comună francofonă din regiunea Valonia din Belgia. Comuna este formată din localitățile Jalhay, Sart-lez-Spa, Surister, Herbiester, Fouir, Charneux, Solwaster, Tiège, Nivezé și Bolimpont. Suprafața totală a comunei este de 107,75 km². La 1 ianuarie 2008 comuna avea o populație totală de 8.040 locuitori. 